# 氣炸鍋

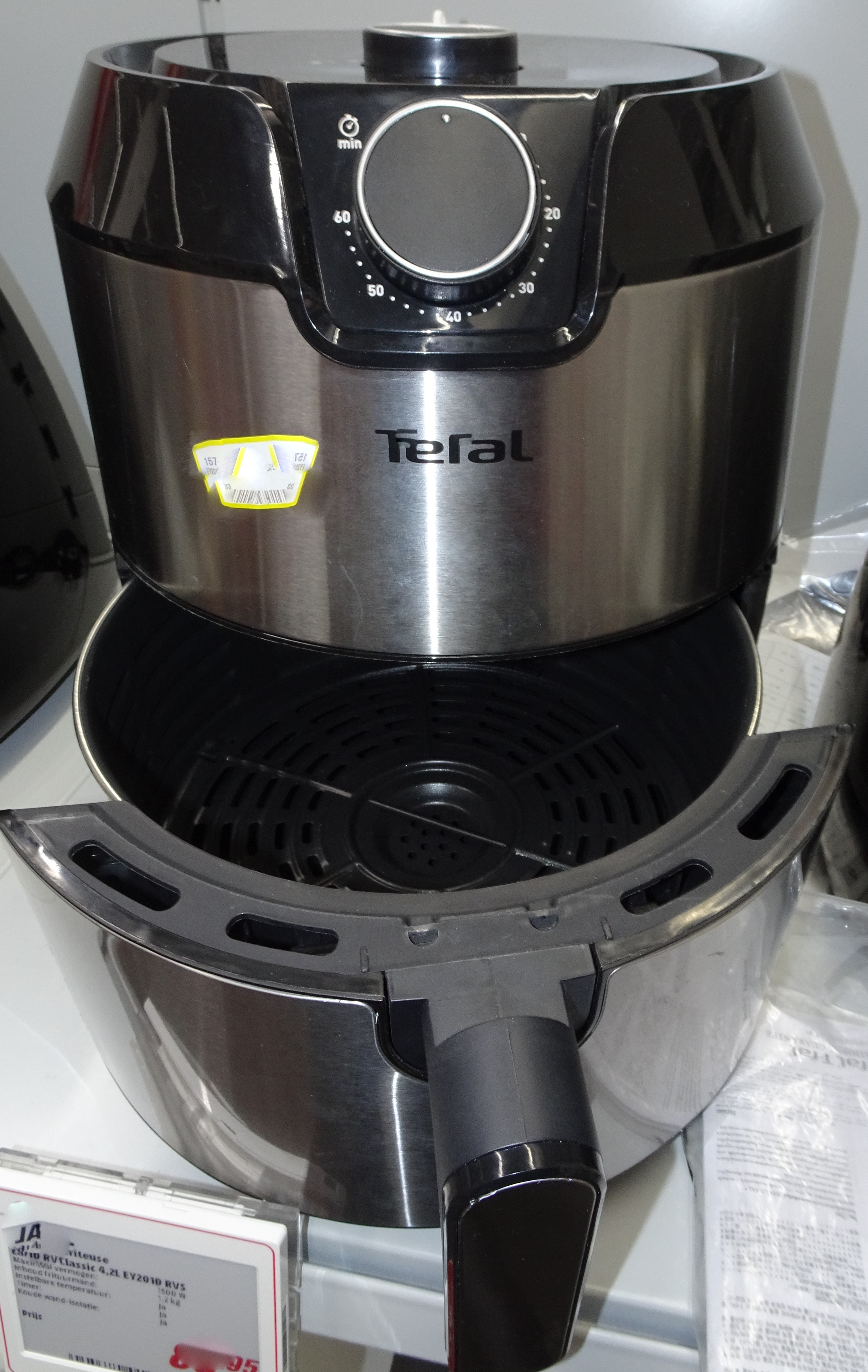
空氣炸鍋

空氣炸鍋（英語：Air fryer）為一種電子炊具，用空氣替代原本熱油加熱，讓食物變熟，令食材無需滾油也能達到近似油炸的效果，是對流恆溫烤箱（也稱為旋風烤箱）的縮小版

## 歷史
原始專利由Turbochef Technologies於2005年申請，主要針對大型連鎖酒店和飲食店。2010年，荷蘭品牌飛利浦在柏林國際消費電子展（IFA）上推出了新型廚房用具Airfryer。它是使用獲得專利的Rapid Air技術開發的。

## 原理
氣炸鍋藉由氣炸鍋上方的加熱器產生高溫熱風，讓熱空氣在食物周遭循環，把食物本身的油脂逼出，產生油炸的效果，並創造類似油炸食物的酥脆感。與傳統油炸方式相比，大幅減少製作過程使用含有高量脂肪和熱量的食用油。

## 使用氣炸鍋時的空氣品質考量
雖然氣炸鍋常被視為低油煙的烹調工具，但在實際使用中仍可能產生油煙與氣味。尤其在處理油脂含量較高的食材（例如雞翅、培根、冷凍炸物）時，熱風循環可能使油脂碳化，或食材表面焦化，進而釋放油煙與異味。根據臺灣廚具品牌太平洋廚具整理的資訊，在密閉空間中使用氣炸鍋時，所產生的懸浮微粒濃度可能超出傳統油煎料理，對室內空氣品質造成影響。
因此，部分專家建議使用氣炸鍋時應確保廚房通風良好，必要時應搭配排油煙機以降低油煙堆積的潛在風險。這顯示即便是標榜健康的烹飪方式，仍需注意整體烹調環境對呼吸健康的影響。

## 延伸閱讀
- Teruel, Maria del Rocio; Gordon, Michael; Linares, Maria Belen; Garrido, Maria Dolores; Ahromrit, Araya; Niranjan, Keshavan.  (PDF). Journal of Food Science. 2015, 80 (2): –349–E358  [2019-12-30]. PMID 25619624. doi:10.1111/1750-3841.12753. （原始内容存档 (PDF)于2019-04-27）.
- Yoon, Hei-Ryeo; Bednar, Carolyn; Czajka-Narins, Dorice; King, C. Clay. . Family and Consumer Sciences Research Journal. 1999, 28 (1): 18–27. doi:10.1177/1077727X99281002.